# Prunet-et-Belpuig
Prunet-et-Belpuig (catalansk: Prunet i Bellpuig) er en kommune i departementet Pyrénées-Orientales i Sydfrankrig.

## Geografi
Prunet-et-Belpuig ligger 33 km sydvest for Perpignan. Nærmeste byer er mod øst Caixas (6 km), mod sydøst Calmeilles (5 km) og mod nordvest Boule-d'Amont (6 km).

## Demografi

### Udvikling i folketal
| 1962                                                              | 1968 | 1975 | 1982 | 1990 | 1999 | 2007 | 2013 | 2017 |
| ----------------------------------------------------------------- | ---- | ---- | ---- | ---- | ---- | ---- | ---- | ---- |
| 63                                                                | 55   | 36   | 37   | 52   | 68   | 58   | 53   | 49   |
| Tal fra og med 1962 er uden dobbelttælling (sans doubles comptes) |      |      |      |      |      |      |      |      |